# 디지털 대시보드
디지털 대시 보드는 회사를 관리하기 위한 indicators에게 독립적인 화면에 중요성과에 관한 그래프와 차트를 보여준다. ESS에 관한 정보는 디지털 대시보드의 형태로 나타난다.

## 같이 보기
- 인포그래픽
- 정보 디자인